# Itakura Katsushige
Itakura Katsushige est un nom japonais traditionnel ; le nom de famille (ou le nom d'école), Itakura, précède donc le prénom (ou le nom d'artiste).
Itakura Katsushige (板倉 勝重) (1545-14 juin 1624) est un daimyō de l'époque Azuchi Momoyama et du début de l'époque Edo. Il combat du côté de Tokugawa Ieyasu à la bataille de Sekigahara en 1600. 
La famille du daimyo Katsuhige prétend descendre de la branche Shibukawa du Seiwa-Genji.  Les Itakura identifient les origines de leur clan dans la province de Mikawa, et les descendants de Katsuhige étaient considérés comme la branche aînée du clan.
Katsuhige est parfois référé par son titre, Iga-no kami.  
Il sert le shogunat Tokugawa en tant que second Kyoto Shoshidai de 1601 à 1620. En plus de ses fonctions administratives, la participation du shoshidai aux événements cérémoniels aidait à consolider et renforcer le pouvoir du shogunat. Par exemple, en septembre 1617, une délégation coréenne est accueillie par Tokugawa Hidetada au château de Fushimi, et Katsuhige est convoqué pour deux raisons : (1) pour les Coréens, pour souligner l'importance accordée à l'ambassade, et (2) pour les courtisans kuge en présence, pour être sûr qu'ils soient impressionnés.     
Katsushige est remplacé par son fils aîné, Shigemune, qui tient la fonction de 1620 à 1654. Le mérite gagné par Katsuhige et Shigemune ressurgit des années plus tard lorsque les actions impardonnables d'un descendant menacent de dévaster la famille Itakura.
Il est étrange qu'il fut l'un des « nouveaux hommes » proches de Tokugawa Ieyasu. Après le siège d'Osaka, Katsushige est chargé de faire respecter le nouveau code de conduite pour les nobles de cour, le Kuge Shohatto. Il est l'officier sénior du shogunat inspectant l'achèvement du château de Nijō en 1603.
Sa tombe se trouve au temple Chōen-ji à Nishio.